# Kamila Małgorzata Pietrzak
Kamila Małgorzata Pietrzak-Polakiewicz (ur. 12 czerwca 1976 w Malborku) – polska aktorka teatralna.
Jest absolwentką II Liceum Ogólnokształcącego w Malborku. W 1998 roku ukończyła Policealne Studio Aktorskie "Lart Studio" w Krakowie. W latach 1998–1999 pracowała jako inspicjent – sufler w Teatrze Dramatycznym w Elblągu. 25 marca 2000 roku zadebiutowała na deskach Teatru im. Juliusza Osterwy w Gorzowie Wielkopolskim jako Młodziutka Blada w sztuce "Żegnaj Judaszu" w reż. Ryszarda Majora.
Dnia 31 marca 2007 r. pozytywnie złożyła egzamin przed Komisją Egzaminacyjną ZASP dołączając do grona aktorów zawodowych.

## Spektakle
- 1999 - Tam gdzie się snuje dramat jako Panna Młoda (reż. Ryszard Major)
- 2000 - Antygona (reż. Adam Orzechowski)
- 2000 - Żegnaj Judaszu jako Młodziutka Blada (reż. Ryszard Major)
- 2000 - Mały tygrys Pietrek (reż. Cezary Żołyński)
- 2000 - Iwona, księżniczka Burgunda jako Iwona (reż. Ryszard Major)
- 2001 - Kasia z Heilbronnu jako Anioł (reż. Ryszard Major)
- 2001 - Tymoteusz wśród ptaków (reż. Cezary Żołyński)
- 2001 - Sytuacje rodzinne jako Nadeżda (reż. Wiesław Górski)
- 2001 - Odejście Głodomora (reż. Ryszard Major)
- 2001 - Tygrysek i piraci jako Bon-Bon (reż. Cezary Żołyński)
- 2002 - Makbet jako Fleance, Wiedźma (reż. Wiesław Górski)
- 2002 - Baśń o zaklętych braciach (reż. Cezary Żołyński)
- 2002 - Dekameron jako Alibech, Cattella, Dziewczyna, Mniszka (reż. Ryszard Major)
- 2002 - Trzymaj się Pietrek! jako Zebra, Sprzedawca (reż. Żołyński Cezary)
- 2003 - Romeo i Julia jako Dama dworu (reż. Waldemar Matuszewski)
- 2003 - Tajemniczy strych (reż. Żołyński Cezary)
- 2003 - Rodzina wampira jako Marina (reż. Edward Żentara)
- 2004 - Wolność jako Drzazga (reż. Justyna Celeda)
- 2004 - Król Edyp jako Jedna z chóru (reż. Waldemar Matuszewski)
- 2005 - O dwóch takich, co ukradli ... (reż. Cezary Domagała)
- 2005 - Roberto Zucco jako Dziewczynka (reż. Waldemar Matuszewski)
- 2005 - Skąpiec jako Marianna (reż. Alberto Nason)
- 2006 - Wyzwolenie jako Córka, Krakowianka, Aktorka-Chór (reż. Andrzej Rozhin)
- 2006 - Trzy siostry, dwie książki,... jako Irina, Słońce (reż. Peter Kocan)
- 2006 - Koziołek Matołek jako Koziołek Matołek (reż. Cezary Żołyński)
- 2007 - Dziady. Zbliżenia jako Kruk, Diabeł (reż. Rafał Matusz)
- 2007 - Bez seksu proszę jako Barbara (reż. Jan Tomaszewicz)
- 2007 - Nowe przygody Tygrysa Pietrka jako Smok (reż. Cezary Żołyński)
- 2007 - Stolik na pięć osób jako głos Misi (reż. Zbigniew Zapasiewicz)
- 2007 - Babcia jako Wiktoria (reż. Sławomir Batyra)
- 2007 - Pinokio jako Pinokio (reż. Cezary Żołyński)
- 2008 - Balladyna jako	Alina (reż. Rafał Matusz)
- 2008 - Czekaj jako Helena Czekaj (reż. Edward Żentara)
- 2008 - Fame jako Iris Kelly (reż. Jan Tomaszewicz)
- 2008 - Czarodziejskie krzesiwo - asystent reżysera (reż. Cezary Żołyński)
- 2008 - Czarodziejskie krzesiwo jako Księżniczka (reż. Cezary Żołyński)
- 2009 - Dzień Walentego jako Katia (młodsza) (reż. Tomasz Zygadło)
- 2009 - Przebudzenie jako Królewna (reż. Cezary Żołyński)
- 2010 - Nie-Boska komedia jako Pokojówka (reż. Krzysztof Prus)
- 2010 - Zapach żużla jako Tłumaczka (reż. Jacek Głomb)
- 2010 - Podróże Koziołka Matołka jako Koziołek Matołek (reż. Cezary Żołyński)
- 2010 - Kopciuszek jako Fruzia (reż. Cezary Żołyński)
- 2012 - Norymberga jako Hanka (reż. Justyna Celeda)
- 2012 - Dziwaczek 2, bo boisko to nie wszystko jako Małpka (reż. Cezary Żołyński)
- 2012 - Miki Mister DJ jako Jowita (reż. Jan Peszek)
- 2013 - Chłopcy z Placu Broni jako Weiss (reż. Cezary Żołyński)
- 2013 - Życie jest snem jako Żołnierz, służący (reż. Justyna Celeda)
- 2014 - Wesołe kumoszki z Windsoru jako Pani Page (reż. Jacek Głomb)
- 2014 - Ony jako Mucha, Krab, Świeczka, Kurz, Szabla, Pająk, Matka (reż. Alina Moś-Kerger)
- 2014 - Czerwony Kapturek (lalkowy) jako Czerwony Kapturek (reż. Cezary Żołyński)
- 2014 - Tajemniczy Turban - bajka interaktywna (reż. Beata Chorążykiewicz)
- 2014 - Królowa Śniegu jako Diabeł 2, Księżniczka, Rozbójnik 4 (reż. Jan Tomaszewicz)
- 2015 - Rewolucja balonowa jako Wiktoria (reż. Alina Moś-Kerger)
- 2015 - O krasnoludkach i sierotce Marysi jako Świerszcz, Baba (reż. Jan Tomaszewicz)
- 2015 - Moralność pani Dulskiej jako Mela (reż. Mirosław Siedler)
- 2015 - Bal w operze obsada (reż. Lech Raczak, Daria Anfelli)
- 2015 - Wierszyki wybryki obsada (reż. Cezary Żołyński)
- 2016 - Stilon - najlepszy ze światów jako pracownica Stilonu (reż. Jacek Głomb)
- 2016 - Mały Książę obsada (reż. Cezary Domagała)

## Filmografia
- 2004 - Rozdarcie czyli Gombro w Berlinie - film dokumentalny - fabularyzowany, (reż. Wiesław Saniewski)

## Inne formy twórczości
- 2012 - Baju, baju mój naj-naju - spektakl dla dzieci od 1 roku życia - pomysł, scenariusz, reżyseria i wykonanie (wraz z Iwoną Kusiak i Karoliną Miłkowską-Prorok).